# Baumfledermaus
Die Baumfledermaus (Ardops nichollsi) ist eine Fledermausart aus der Familie der Blattnasen (Phyllostomidae) und die einzige Art in der Gattung Ardops. Die Baumfledermaus ist endemisch auf den Kleinen Antillen und am nächsten verwandt mit Ariteus, Phyllops und Stenoderma, drei ebenfalls monotypischen und ausschließlich auf den Antillen beheimateten Fledermausgattungen.
Bis 1967 wurde die Gattung Ardops noch in fünf Arten eingeteilt, jedoch werden diese heute lediglich noch als Unterarten geführt.

Verbreitungsgebiet der Baumfledermaus

## Beschreibung
Die Baumfledermaus ist ein mittelgroßer Vertreter der Fruchtvampire mit einer Gesamtlänge von 63,8 mm und einem durchschnittlichen Gewicht von 16,9 g bei Männchen und 18,5 g bei Weibchen (sexueller Dimorphismus). Wie die meisten Blattnasen besitzt auch die Baumfledermaus ein Nasenblatt. Das Fell ist lang (9–11 mm) und braun, die Rückenhaare sind dreiteilig gefärbt mit einer dunklen Basis, einem helleren Mittelteil und einer braunen Spitze.

## Lebensweise
Über die Lebensweise der Baumfledermaus ist vergleichsweise wenig bekannt. Sie nutzt tagsüber Bäume und baumartige Vegetation als Schlafplatz.
Trächtige Weibchen sind bekannt von Ende März und Anfang April, säugende von der zweiten Aprilhälfte. Wahrscheinlich bringen die Tiere jeweils nur ein einziges Jungtier pro Tragezeit zur Welt.

## Verbreitung und Lebensraum
Die Baumfledermaus kommt auf sieben Inseln der Kleinen Antillen vor, von St. Eustatius im Norden bis St. Vincent im Süden. Ihr Bestand wird von der IUCN als ungefährdet eingestuft.